# 아라우코현

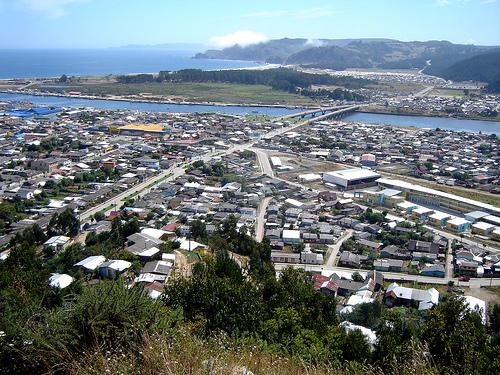

아라우코현(스페인어: Provincia de Arauco)은 칠레 비오비오주를 구성하는 4개의 현 가운데 하나로 현도는 레부이며 면적은 5,643.3km2, 인구는 157,052명(2012년 기준), 인구 밀도는 28명/km2이다.